# 1083

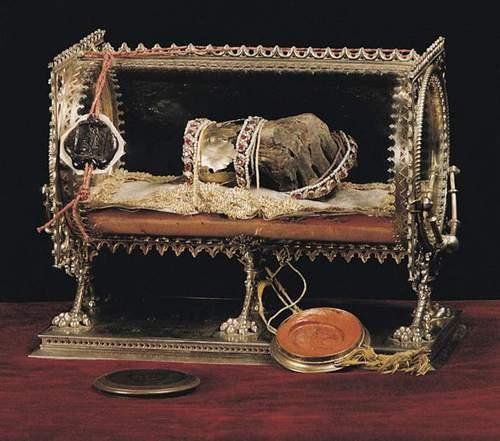
De rechterhand van Stefanus I als relikwie

Het jaar 1083 is het 83e jaar in de 11e eeuw volgens de christelijke jaartelling.

## Gebeurtenissen
- Lambertus I van Belle, bisschop van Terwaan, geëxcommuniceerd door paus Gregorius VII, wordt op gewelddadige wijze door de bevolking afgezet. Lambertus reist naar Rome om eerherstel te krijgen. Robrecht de Fries wordt van blaam gezuiverd, maar Lambertus overlijdt vermoedelijk voor het onderzoek dat tot zijn eventuele herinstallatie zou moeten leiden is afgerond.
- Stefanus I van Hongarije en zijn zoon Emmerik worden heilig verklaard.
- Bisschop Arnold van Soissons onderneemt in opdracht van paus Gregorius VII een vredesmissie naar Vlaanderen. (jaartal bij benadering)
- Voor het eerst genoemd: Oberperfuss, Rijswijk (onzeker)

## Opvolging
- Nevers en Tonnerre - Willem I opgevolgd door zijn zoon Reinoud II
- Paderborn - Poppo opgevolgd door Hendrik van Assel
- Saint-Pol - Gwijde I opgevolgd door zijn broer(?) Hugo II

## Geboren
- 2 december - Anna Komnene, Byzantijns prinses en geschiedschrijfster
- Raymond du Puy de Provence, Frans ridder, grootmeester van de Hospitaalridders
- Gilbert van Sempringham, Engels kloosterstichter (jaartal bij benadering)

## Overleden
- 11 januari - Otto van Northeim, hertog van Beieren (1061-1070)
- 2 november - Mathilde van Vlaanderen (~52), echtgenote van Willem de Veroveraar
- Lambertus I van Belle, bisschop van Terwaan (vermoedelijke jaartal)